# Sveučilište Megatrend
Sveučilište Megatrend (srpski: Megatrend univerzitet) je privatno sveučilište koje se nalazi u Beogradu. Prvotno je osnovano kao Poslovna škola Megatrend. Sveučilište je osnovano 1989 godine.

## Povijest
Tijekom 1991. godine, sveučilište Megatrend zajedno sa sveučilištem u Boru provodi projekt o menadžmentu te predstavlja svoje studijske programe. Projekt je bio uspješan te je kao takav potpomognut i prepoznat od strane Europske unije koja je u to vrijeme bila zainteresirana za provođenje što više kvalitetnog obrazovanja na području menadžmenta. 
Tijekom 2000. godine, sveučilište je potpisalo suradnju s nekoliko velikih i poznatih sveučilišta. Glavnu ulogu u projektima suradnje imao je odjel za primijenjenu znanost. 

## Poznati alumni
- Jelena Janković, tenisačica
- Nebojša Stefanović, političar
- Miloš Teodosić, košarkaš